# 日産スター劇場
日産スター劇場（にっさんスターげきじょう）は日産自動車単独スポンサーによる冠番組。1963年11月23日のスタートより1969年3月29日の最終回に至るまで毎週土曜21:30～22:30（1966年4月以降は22:26まで）に日本テレビで放送された60分1話完結型のドラマである。
当時は元宝塚歌劇団の越路吹雪や高千穂ひづるなど人気スターが主な配役となっていた。1967年には当時の名古屋の日本テレビ系列局であった名古屋テレビも2作品制作した。
なお末期の1968年7月6日開始作『はじめまして』から連続ドラマに変更、同年12月7日開始作『春は五年目』から第一工業製薬（「モノゲン」名義）と三洋電機が新たにスポンサーに加わったため、タイトルから冠が取れ、単に「スター劇場」となった。
その後は、1969年10月に当時木曜21:30に放送してきた「グランド劇場」という枠タイトルがついて「土曜グランド劇場」となり、1998年4月に現在の土曜ドラマに改題されて現在も放送している。

## 放送作品一覧

### 1963年
- 進軍歌、前へ！
- 市長さまのアメリカみやげ
- 堂々たる人生
- 赤穂から来た浪人
- 驟雨
- 真打

### 1964年
- 権三と助十
- ツキが変わった
- 何処へ
- 虹を掴む娘たち
- 1/5の幸福
- 冬晴れ
- M氏の優雅ならざる生活
- 大阪のお婆ちゃん
- ばかな女
- 色男はつらい物語
- 課長昇進
- きつね馬
- 機関士ナポレオンの退職
- 独立火消隊
- ライスカレー情報
- 悪妻万歳　ソクラテスの妻より
- あなたはタバコがやめられる
- サラリーマンはつらいね
- あぶない女
- ヘソまがり入門
- やなぎ・さくら
- 続・大阪のお婆ちゃん
- 末っ子
- 夜の金魚
- 男ならやってみな
- ヤムヲ得ズンバ
- ピカソの絵
- 駐在さんは多忙
- 幸せが来た
- アトミックのおぼん
- お夏つあん
- 狐のくれた赤ん坊
- どこがちがうねん
- 浮気はつらいよ
- へそまがり万歳
- ばかな男
- おとぼけ台風
- 珍遊侠譚
- おいろけ説法
- オカシナ君のおかしな一日
- 七年目半の浮気
- やぶれ家族
- やぶにらみの時計
- 続々・大阪のお婆ちゃん
- 鼾
- 花婿と人妻
- 幕末笑談　文明爆裂弾
- 占う女
- 腹ペコ霊感社員
- 俺も義士だ
- 東京けちんぼ族
- つくだ住吉亭

### 1965年
- 初春の女
- ヘソまがり紳士録
- 取り立て屋珍聞録
- 喪服の女
- 湯の町の女
- 暖かい冬
- マダムと駅長
- 嵯峨人形
- 妻が夫をケイベツするとき
- 鍵を拝借
- 舞いこんだ十九才
- ド吝コンクール
- どっちもどっち
- 土曜日こんにちは
- ママ、お嫁さんが欲しい
- 殺られてたまるか
- おんなが過ごした時間
- おれは宴会屋
- お早いお着きで
- 後妻と七人の子供たち
- パパの秘密
- 素敵な犬と可愛い猫と
- ひやみず大作戦
- 女の経営学
- 飛びこんだお嬢さん
- めでたい風景
- 奥様はトップレディ
- へそまがりに突撃!
- カポネと猫と長火鉢
- おかあはん
- はなとハナ子
- 今晩わドロボーです
- 夫が妻にテイコウするとき
- 喜劇あゝ巨人軍
- でんぐり返れ19才
- 奥様は軽井沢がお好き
- おらがの市長さん

- 未亡人と四人の紳士
- 虹のデイト
- 素晴らしきかな再婚
- ただいま離婚中
- あなたもケチになれる
- 出口はどこだい！
- アメリカ帰りのおばあちゃん
- ウェディングドレスは待っている
- おかあさん乾杯
- おゝ結婚よ！
- おせっかいさんの婿選び
- 浮気とシャックリ
- 親父と三人の娘たち
- 奥様!パリが呼んでます
- 天下の勝負師
- クレイジー・キャッツ1965重大ニュース

### 1966年
- 初笑い壷とり珍道中
- どこかで春が…
- 乗っ取るで!!
- 美人にモテル方法
- 裏口からどうぞ
- 裸一貫男はファイト
- おれの女だ
- おおわが悪妻
- オトコにオトコの物語
- 幸福を売る女
- 刑事さんは美人がお好き
- 駅長さんはお人好し
- 浮気にご用心
- お父さんの花嫁衣裳
- お妾さん整理します
- ただいま別居中
- 花嫁候補がやってきた
- 飛び出せ女探偵
- 妻が女でなくなるとき
- 俺は三男坊
- 一流大学へどうぞ
- かあさん握手だ
- ガンバレ山猿先生
- だって好きなんだもの
- しっかりしてよあなた!
- しあわせ作戦
- マリア様と浪花節
- 奥様お手にどうぞ
- クレイジーのアメリカ珍道中　ニセ者は奴だ!
- 離婚しましょうあなた!
- 珈琲とおめかけさん
- 花嫁にはヒゲがある
- 儲かったわよあなた!
- 夫が外で酒をのむとき
- おたまじゃくしは蛙の子
- 教養あるおかあちゃん
- いたずらお姉さん
- 競馬と女のあるかぎり
- 亭主みたいな弟
- おらが国さの刑事さん
- ヤキトリと伯爵令嬢
- 亭主貸します
- バンザイ出世街道
- 求む!良妻
- 歌謡曲だよ人生は!
- 結婚について語りましょう
- たまちゃん
- 塀
- 怒れ!山猿先生
- どんでん野郎
- 女の振り子が止まるとき
- クレイジーの1966重大ニュース
- 円型ベッド物語

### 1967年
- 奥様浮気をどうぞ
- あいつとこいつ
- おめかけさん廃業
- 生まれなさい赤ちゃん
- おゝわが愚兄
- こんにちは聖徳太子
- オヤジも受験生
- でっかく生きろ!
- えんぴつと恋人
- お客さん、もんでやっか
- 馬肉と綿菓子
- 花嫁のお父つあん
- メリーという名の女
- 花の新入社員
- 誰かがあなたを待っている
- そよ風とあいつ
- 赤ちゃんがいっぱい
- 夫が突然消えるとき
- おばさんは子供嫌い
- 家に七人の女ども
- ぼく生まれるよパパ
- お妾さんのいる社宅
- 下町ねえさん
- 他人のふんどし
- 嫁と姑が仲良くするとき
- お客さん、お泊りはこちら
- かあちゃんは本日休業
- ずばり儲かる!
- 危うし!離婚同盟
- 男は女で勝負する
- げんこつと聴診器
- さらばお母ちゃん（名古屋テレビ制作）[1][3]
- 俺は亭主だ!
- 遠めがねと冒険
- 奥さまお手を拝見
- 私は妻です
- 良縁多数あり
- 近頃の若いやつ
- いとこ同志
- 全員集合!よいとまけ子守唄
- 温泉競馬
- しっぽのある女
- 見通し明るいよ
- 養子天国
- 私は犬になりたい
- 十字架と大泥棒
- こんばんわ鬼です
- 長屋の姫君
- ニキビと香水（名古屋テレビ制作）[1][2]
- 何が何して何とやら
- ただいま護衛中
- 除夜の鐘よバラ色に鳴れ

### 1968年
- 姉妹の春
- ひとめぼれ物語
- 京都で逢った人
- 嫁に縁談
- 十年目の再会
- くたばれ入学試験
- しあわせだ!おかあちゃん
- 知らない卵がやってきた
- ペンキ屋大将
- 夫が戸籍から消えるとき
- 江戸一番の大泥棒
- 奥さまはホステスがお嫌い
- 妻に来たラブレター
- 親父よあなたは強かった
- 行け!花むこ候補
- かあさんは風来坊
- 温泉和尚
- とんとん拍子
- 持参金30億を狙え!
- 恋人の住む町で
- げんこつとペン
- 後妻入門
- 危うし妻の座
- 夏みかんのような娘
- 美しい居候
- はじめまして（この作品からシリーズ化）
- ごちそうさま
- おじゃまさま
- 春は五年目（この作品から『スター劇場』）

### 1969年
- たこたこあがれ
- 立ち入り禁止・恋と恋

## ネット局
※特筆の無い限り全て同時ネット特記の無い限り全て放送時間は土曜 21:30 - 22:30 → 土曜 21:30 - 22:26、同時ネット。
- 日本テレビ（制作局）
- 札幌テレビ[4]
- 青森放送[5]
- 岩手放送：土曜 22:00 - 22:56[6]
- 秋田放送[5]
- 山形放送[7]
- 仙台放送[8]
- 福島テレビ：土曜 22:00 - 22:56[8]
- 新潟放送：土曜 22:00 - 22:56[9]
- 北日本放送[10]
- 福井放送[10]
- 山梨放送[11]
- 信越放送：土曜 22:00 - 22:56[12]
- 静岡放送：火曜 22:00 - 22:56[13]
- 名古屋テレビ[14]
- よみうりテレビ[15]
- 日本海テレビ[16]（当時は鳥取県のみの県域局）
- 山陰放送：土曜 22:00 - 22:56[16]（当時は島根県のみの県域局）
- 西日本放送[17]
- 広島テレビ[17]
- 山口放送[18]
- 四国放送[19]
- 南海放送[18]
- 高知放送[18]
- RKB毎日放送：土曜 22:00 - 22:56[20]
- 長崎放送[20]
- 熊本放送：土曜 22:00 - 22:56[20]
- 大分放送：土曜 22:05 - 23:00[18]
- 宮崎放送：土曜 22:30 - 23:26[21]
- 南日本放送：土曜 22:30 - 23:26[21]
- 沖縄テレビ：木曜 22:00 - 22:56[22]

## 備考
- 1967年5月～9月の間は、プロ野球中継放送の時は21:00～22:00に繰り上げて放送した。
  - 日本テレビのプロ野球中継は、1973年度まで20:00～21:26（例外有り）だったが、1967年度は土曜のみ19:30～20:56だった。
- 1969年7月から1970年3月までの日曜14:30～15:30枠に、当番組で放送された作品の中から再放送する『日曜スター劇場』という枠が設置された。なおこの番組は複数社提供で、日産は提供しなかった。